# Bulbophyllum longibrachiatum
Bulbophyllum longibrachiatum är en orkidéart som beskrevs av Zhan Huo Tsi. Bulbophyllum longibrachiatum ingår i släktet Bulbophyllum och familjen orkidéer. Inga underarter finns listade i Catalogue of Life.